# Calliphoroides antennatis
Calliphoroides antennatis är en tvåvingeart som först beskrevs av Frederick Wollaston Hutton 1881.  Calliphoroides antennatis ingår i släktet Calliphoroides och familjen husflugor. Inga underarter finns listade i Catalogue of Life.